# Emperor of China
L'Emperor of China (dalla lingua inglese: Imperatore della Cina), è un vulcano sottomarino situato nella parte occidentale del Mar di Banda, in Indonesia.

## Caratteristiche
L'Emperor of China, assieme al vicino vulcano sottomarino Nieuwerkerk, fa parte di una catena montuosa sottomarina chiamata dorsale Emperor of China–Nieuwkerk (nella letteratura in lingua inglese abbreviata in NEC), la cui profondità è compresa tra 3.100 e 3.700 metri.
La dorsale NEC è situata nel bacino Damar, un bacino oceanico topologicamente piatto e riempito da sedimenti del Pliocene–Quaternario aventi uno spessore di 1–2 km. Il bacino Damar è localizzato nel Mar di Banda, delimitato dagli archi vulcanici di Sonda e Banda, all'interno dell'area di tre grandi placche, la placca euroasiatica, la pacifica e la indo-australiana; le tre placche stanno progressivamente convergendo sin dai tempi del Mesozoico.

## Attività vulcanica
I due vulcani sottomarini Emperor of China e Nieuwerkerk, sono situati alle due estremità della dorsale NEC e risultano essere stati molto attivi. In base a studi geologici e geochimici, l'Emperor of China, il Nieuwerkerk, assieme a un'altra dorsale del Mar di Banda chiamata Lucipara e al segmento dell'isola di Wetar, formavano un singolo arco vulcanico tra 8 e 7 milioni di anni fa. L'attività vulcanica era correlata alla subduzione della litosfera dell'Oceano Indiano al di sotto del blocco continentale della placca australiana. Da un'indagine condotta nel 1979, sia l'Emperor of China che il Nieuwerkerk risultano ormai dormienti, data la loro struttura geologica e l'età; si ritiene che l'attività vulcanica sia terminata 7 milioni di anni fa. La fine dell'attività magmatica nella dorsale NEC, datata a 3 milioni di anni fa, sembra essere il risultato della collisione tra i segmenti di Timor e di Wetar dell'arco della Sonda.